# 河合磊三
河合 磊三（かわい らいぞう、清一(せいいち)とも）は、大正年間~昭和初期に活躍し、京都の五条坂に本拠をおいた京焼(きょうやき)の陶芸家。
河合は京都五条坂に本拠を置いた陶工であるから、彼の作品は、基本的に、京焼に分類される。

## 作陶履歴
高槻市郷土史家の川崎嘉夫です。　磊三は京都・清水坂では腕の立つ陶工で、窯を持たずフリーの工芸陶工でした。　明治末に途絶えた古曾部焼の複興を目指した地元有志（大正年間）が、その磊三を招き、古曾部窯の修復の指導も受け、2窯焼いたのが「複興古曾部」です。　その判別は、三角おにぎりの中に石３つの陶印で、キッチリした枠が押印されています。中にはその下、または近くに古曾部４代印を伴印しているのもあり、数少さいが、5代栄二郎の箱書きもあり、磊三が古曾部窯で、招かれて焼いた約束ではないかと、云われています。

### 古曽部焼との関連
大正時代、大阪府三島郡磐手村古曽部（現高槻市古曽部町三）の古曽部焼窯元五十嵐栄二郎(五代五十嵐信平)および古曽部村の有志に招かれ、この地でふた窯焼いた作品の一群は「復興古曽部」または「磊三古曽部」(らいぞうこそべ)と呼ばれる。